# キャンディー奥津
キャンディー奥津（キャンディーおくつ、1975年1月16日 - ）は、日本の元女子プロレスラー。本名は奥津 智子（おくつ ともこ）。広島県広島市出身。覆面レスラー「タイガードリーム」、覆面レスラー「レッド・リンクス」としても活躍。

## 経歴・戦歴
- 高校在学時はクロスカントリー部に所属。
- JWP女子プロレス創設時の生え抜き1期生としてデビュー[1]。

1992年
- 8月4日、東京・葛飾区総合スポーツセンターにおいて対プラム麻里子戦でデビュー。

1993年
- 3月21日、外山寿美代を破って第1回蒼星杯（ブルースターカップ）リーグ戦優勝。
- 12月6日、全日本女子プロレス・両国国技館大会にてチャパリータASARIを下し、全日本ジュニア王座を獲得。

1995年
- 6月16日、両国国技館大会にて矢樹広弓・菅生裕美との巴戦を制して初代JWPジュニア王者となった。

1997年
- 8月17日、後楽園ホールでの対福岡晶戦で引退。

1998年
- 2月18日、アルシオンの旗揚げに参加。引退から半年余りで現役復帰する。
- 5月5日、川崎市体育館で行われた「トーナメントARS」で優勝。
- 8月31日、大阪・なみはやドーム大会で覆面レスラー「タイガードリーム」に変身してアルシオン初参戦の矢樹を下す。
- 12月18日、横浜文化体育館大会で「トーナメントZION」覇者の吉田万里子と初代クイーン・オブ・アルシオン王座決定戦に挑み敗戦した。

1999年
- 7月26日、自身がプロデュースしたユニット「CAZAI」（メンバーは「キャンディーマン」（奥津）・浜田文子・AKINO・藤田愛）でCDデビュー。

2001年
- 1月5日、後楽園ホールでの対大向美智子戦で2度目の引退。最初の引退後の空白時期を除いて約8年間に及ぶ現役生活に終止符を打った。現役時はルックスと実力を兼ね備えていた選手でもあり、過去に週刊プレイボーイなどにグラビアが掲載されたこともある。また写真集も出版していた。

## 得意技
- ローリング・ジャーマン
- ムーンサルトプレス

## タイトル歴
- 全日本ジュニア王座
- JWP認定ジュニア王座（初代、第4代）

## 入場テーマ曲
- 「NESSA」（野呂一生）＜JWP時代初期＞
- 「JUNGLE BOOGIE （Club Remix）」（Kool & the Gang）＜JWP時代後期＞
- 「SILVER LYNX」「ARSION MUSIC」に収録。（織田哲郎作曲、演奏）＜アルシオン時代＞
- 「ENDLESS DREAM」「ARSION MUSIC」に収録。＜タイガードリーム＞

## 写真集
- Candy（ワニブックス）
- アテナ ATHENA（ゲオ）